# منتخب النرويج تحت 17 سنة لكرة القدم للسيدات
منتخب النرويج تحت 17 سنة لكرة القدم للسيدات هو ممثل النرويج الرسمي في المنافسات الدولية في كرة القدم للسيدات
، يديريه اتحاد النرويج لكرة القدم.

## وصلات خارجية
- الموقع الرسمي